# 5622 (année hébraïque)
5622 (hébreu : ה'תרכ"ב , abbr. : תרכ"ב) est une année hébraïque qui a commencé à la veille au soir du 5 septembre 1861 et s'est finie le 24 septembre 1862. Cette année a compté 385 jours. Ce fut une année embolismique dans le cycle métonique, avec deux mois de Adar - Adar I et Adar II. Ce fut la première année depuis la dernière année de chemitta.

## Calendrier
Ce calendrier hébraïque de l'année 5622 donne les correspondances avec les dates du calendrier grégorien.
Le premier nombre dans chaque case correspond au jour du mois hébraïque. Les jours en couleurs sont des jours remarquables juifs .
| ◄◄ | 5622 | ►► |

## Décès
5617 - 5618 - 5619 - 5620 - 5621 - 5622 - 5623 - 5624 - 5625 - 5626 - 5627